# The Darkness (Comic)
Die Comicreihe The Darkness wurde von Marc Silvestri, David Wohl und Garth Ennis kreiert. In Deutschland erschien die Serie anfänglich im Splitter-Verlag und wurde später im Infinity Verlag neu herausgegeben. Seit 2009 erscheint die Serie als Tradepaperback bei Paninicomics, beginnend mit der sechsteiligen Serie „Empire“ (Original: Dezember 2007 bis Oktober 2008), geschrieben von Phil Hester, Zeichnungen Michael Broussard.
Der Comic handelt von dem Mafia-Killer Jackie Estacado, der zu seiner Volljährigkeit ein ganz besonderes Geschenk erhält: Die Darkness. Diese Macht der Finsternis verleiht Jackie die Kraft, seinen Gedanken Form zu verleihen. Die Ausgaben der Darkness-Reihe bestechen in erster Linie durch ihre Grafik, wissen ihre Fans aber auch mit bösem Witz zu unterhalten.
In Amerika hatte Jackie 1996 seinen ersten Auftritt in Witchblade Nr. 10.

## Kräfte und Fähigkeiten
Der Träger der Darkness-Macht hat die Fähigkeit, während der Dunkelheit seinen Gedanken Form zu verleihen. Da der Träger der Darkness naturgemäß eher böse veranlagt ist, manifestiert sich die Macht in meist sehr ungewöhnlichen Todesarten für die Opfer. Des Weiteren verleiht die Macht ihrem Träger eine Art organische Rüstung, die ihn so gut wie unverwundbar macht. Außerdem haben es sich die Träger der Darkness zur Gewohnheit gemacht, sich Diener – die sogenannten Darklings – zu erschaffen, die sich für ihren Meister aufopfern und ihm bei seinem Kampf gegen das Licht zur Seite stehen.

## Gegner und Verbündete
Der Hauptgegner – und seltsamerweise auch der wichtigste Verbündete – der Darkness ist die Trägerin der Witchblade, Sara Pezzini. Gegen sie und an ihrer Seite hat Jackie Estacado zahlreiche Kämpfe ausgetragen. Ansonsten kämpft er gegen Mafiaclans, welche mit seiner Familie verfeindet sind.

## Crossovers
Jackie ist in Crossovers schon auf diverse andere Comichelden getroffen, unter anderem:
- Witchblade
- Wolverine
- Hulk
- Superman
- Batman
- Vampirella
- Painkiller Jane
- Ghost Rider

## Computerspiel
2007 veröffentlichte 2K Games das Computerspiel The Darkness für PlayStation 3 und Xbox 360. Der Spieler schlüpft in diesem Ego-Shooter in die Rolle von Jackie Estacado. Mit den Kräften der Darkness und genreüblichen Waffen ausgestattet versucht man in New York City und der sogenannten Otherworld (eine von Schützengräben durchzogene Erster Weltkriegs-Hölle) sein Schicksal zu ergründen.